# Camille Pouzol
 (novembre 2015).
Œuvres principales
Camille Pouzol, née le 26 avril 1974, est une journaliste, scénariste et show runner française.

## Biographie
De 1992 à 1995, elle étudie au Cours Simon et obtient en 1994, une maitrise de lettres modernes à la Sorbonne parallèlement à une khâgne au lycée Fenelon.
Pigiste pour les magazines Première, Cosmopolitan, Jalouse, 20 ans, L’Express Mag’, elle devient rédactrice en chef adjointe du mensuel Perso, et rejoint le magazine ELLE, en l'an 2000. Elle y écrit essentiellement dans les pages Beauté, Psycho-sex et Une journée avec pour laquelle elle interroge le chanteur Cali. Elle anime avec Pierre-Louis Basse, sur Europe 1, l'émission Bienvenue au Club ! Elle est également membre du jury « Écris mon livre ». En 2015, elle écrit le scénario de la série  Hard, sur l'univers du libertinage.

## Filmographie

### Télévision
- 2000-2002 : Un gars, une fille
- 2002 : Loft Story 2
- 2002 : Star Academy
- 2003-2004 : Opération séduction
- 2007-2008 : Merci, les enfants vont bien
- 2009 : Maman est une rockstar
- 2010 : L'Amour vache
- 2011 : L'Amour encore plus vache
- 2011-2012 : Drôle de famille!
- 2014-2015 : Hard
- 2015 : Kaboul Kitchen
- 2015 : Eden
- 2019 : Double je

### Long-métrage
- 2015 : Pimpette